# Gaultheria rengifoana
Gaultheria rengifoana là một loài thực vật có hoa trong họ Thạch nam. Loài này được Phil. mô tả khoa học đầu tiên năm 1854.